# Rapdalus albicolor
Rapdalus albicolor is een vlinder uit de familie van de Houtboorders (Cossidae). De wetenschappelijke naam van de soort werd voor het eerst gepubliceerd in 2006 door Roman Viktorovitsj Jakovlev.
De soort komt voor in de Filipijnen.